# الصحة والحقوق الجنسية والإنجابية

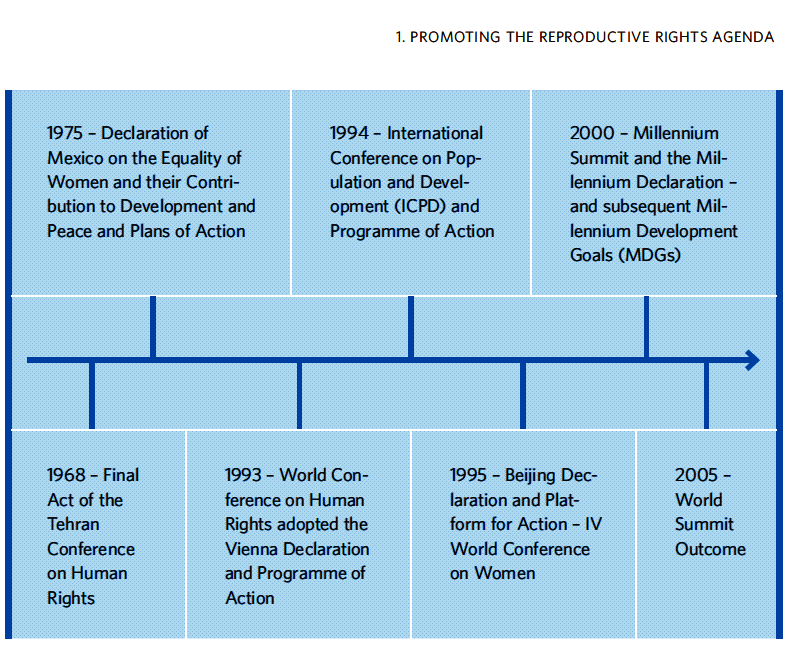
الجدول الزمني لمؤتمرات الأمم المتحدة لتعزيز جدول أعمال الحقوق الإنجابية

الصحة والحقوق الجنسية والإنجابية هو مفهوم حقوق الإنسان المطبقة على الجنس والإنجاب؛ وهو مزيج من أربعة مجالات تختلف في بعض السياقات إلى حد ما عن بعضها البعض؛ ولكن تختلف بشكل أقل من ذلك أو لا تختلف على الإطلاق في سياقات أخرى. تتمثل هذه المجالات الأربعة بالصحة الجنسية، والحقوق الجنسية، والصحة الإنجابية والحقوق الإنجابية. تُعامل هذه المجالات الأربعة في مفهوم الصحة والحقوق الجنسية والإنجابية على أنها منفصلة ولكنها متشابكة بطبيعتها.
لا يمكن التمييز بشكل دائم بين هذه المجالات الأربعة. تُعامل الصحة الجنسية والصحة الإنجابية أحيانًا على أنهما مرادفان لبعضها البعض، وكذلك الحقوق الجنسية والحقوق الإنجابية. تُشمل الحقوق الجنسية في مصطلح الصحة الجنسية في بعض الحالات، أو العكس. لا تستخدم المنظمات غير الحكومية المختلفة والمنظمات الحكومية مصطلحات مختلفة فقط؛ ولكن غالبًا ما تُستخدم مصطلحات مختلفة داخل نفس المنظمة.
تشمل بعض المنظمات غير الحكومية العالمية البارزة التي تناضل من أجل الصحة والحقوق الجنسية والإنجابية الاتحاد الدولي لتنظيم الأسرة، والتحالف الدولي لمثليات ومثليي الجنس والرابطة العالمية للصحة الجنسية، والمعروفة سابقًا باسم الرابطة العالمية لعلم الجنس، ومركز الصحة والمساواة بين الجنسين، والتحالف الدولي لفيروس نقص المناعة البشرية (الإيدز).

## الصحة الجنسية
تعرف منظمة الصحة العالمية الصحة الجنسية على أنها «حالة من الرفاه الجسدي والعقلي والاجتماعي متعلقة بالجنس، وتتطلب أسلوبًا إيجابيًا ومحترمًا للنشاط الجنسي والعلاقات الجنسية، وذلك فضلًا عن إمكانية التمتع بتجارب جنسية ممتعة وآمنة، وخالية من الإكراه والتمييز والعنف».

## الحقوق الجنسية
يشمل النضال من أجل الحقوق الجنسية ويركز على المتعة الجنسية والتعبير الجنسي العاطفي؛ وذلك على عكس الجوانب الثلاثة الأخرى للصحة والحقوق الجنسية والإنجابية. تتجسد أحد المنابر لهذا النضال بإعلان الرابطة العالمية للصحة الجنسية للحقوق الجنسية.
تأسست الرابطة العالمية للصحة الجنسية في عام 1978 من قبل مجموعة عالمية متعددة التخصصات من المنظمات غير الحكومية لتعزيز مجال علم الجنس.
نص منهاج العمل الصادر عن المؤتمر العالمي الرابع للمرأة في بكين لعام 1995 على أن حقوق الإنسان تشمل حق المرأة في السيطرة واتخاذ القرارات المتعلقة بحياتها الجنسية بحرية، ودون إكراه، أو عنف أو تمييز، بما في ذلك صحتها الجنسية والإنجابية. فسرت بعض الدول هذه الفقرة على أنها التعريف القابل للتطبيق للحقوق الجنسية للمرأة. أكدت لجنة الأمم المتحدة لحقوق الإنسان على ازدياد قوة المرأة في حماية نفسها من العنف في حال تمتعها بسلطة أكبر.
حدث تحول كبير في تاريخ الرابطة عندما أصدر المؤتمر العالمي لعلم الجنس في عام 1997 إعلان فالنسيا للحقوق الجنسية. كانت هذه خطوة ملهمة من جانب ماريا بيريز كونشيلو وخوان خوسيه بوراس فالس (رئيسي الكونغرس) التي حولت الرابطة العالمية للصحة الجنسية إلى منظمة مناصرة تدافع عن الحقوق الجنسية باعتبارها أساسية لتعزيز الصحة الجنسية ومجال علم الجنس. عُقد مؤتمر صحفي خلال مؤتمر الكونغرس للإعلان عن اعتماد إعلان فالنسيا، وحظي باهتمام عالمي.
كان لهذا الإعلان تأثير عالمي في الاعتراف بأهمية الحقوق الجنسية باعتبارها من حقوق الإنسان. حث إعلاننا الاتحاد الدولي لتنظيم الأسرة على إصدار إعلانه الخاص بالحقوق الجنسية في عام 2008، وذلك إلى جانب التأثير الهائل على منظمة الصحة العالمية.
أجرت الرابطة الدولية للصحة الجنسية بعد ذلك بعض التنقيحات على إعلان فالنسيا؛ واقتُرِح إعلان الرابطة للحقوق الجنسية الذي وافقت عليه الجمعية العامة في المؤتمر العالمي الرابع عشر لعلم الجنس (هونغ كونغ، 1999). تبنت الرابطة العالمية للصحة الجنسية إعلان الحقوق الجنسية، والذي تضمن أصلًا إحدى عشر حقًا جنسيًا. راجع مجلس الرابطة الاستشاري بشكل كبير ووسع الإعلان في مارس عام 2014 ليشمل ستة عشر حقًا جنسيًا:
1. الحق في المساواة وعدم التمييز.
2. الحق في الحياة والحرية والأمن الشخصي.
3. الحق في الاستقلالية والسلامة الجسدية.
4. الحق في عدم التعرض للتعذيب والمعاملة أو العقوبة القاسية أو اللاإنسانية أو المهينة.
5. الحق في التحرر من جميع أشكال العنف والإكراه.
6. الحق في الخصوصية.
7. الحق في التمتع بأعلى مستوى من الصحة يمكن بلوغه، بما في ذلك الصحة الجنسية، مع إمكانية وجود تجارب جنسية ممتعة ومرضية وآمنة.
8. الحق في التمتع بفوائد التقدم العلمي وتطبيقه.
9. الحق في الحصول على المعلومات.
10. الحق في التعليم والتربية الجنسية الشاملة.
11. الحق في الزواج وتكوينه وفسخه، وأنواع العلاقات المماثلة القائمة على المساواة والرضا التام والحر.
12. الحق في تقرير إنجاب الأطفال، وعدد الأطفال والمباعدة بين الولادات، والحصول على المعلومات والوسائل المتممة لذلك.
13. الحق في حرية الفكر والرأي والتعبير.
14. الحق في حرية تكوين الجمعيات والتجمع السلمي.
15. الحق في المشاركة في الحياة العامة والسياسية.
16. الحق في الوصول إلى العدالة وسبل الانتصاف والتعويض.

أثر هذا الإعلان على مبادئ يوغياكارتا (التي أُطلِقت كمجموعة من المبادئ الدولية المتعلقة بالميول الجنسية والهوية الجندرية في 26 مارس عام 2007)؛ وخاصة فيما يتعلق بفكرة سلامة كل شخص، والحق في الصحة الجنسية والإنجابية.
قالت الحكومة الأمريكية إنها ستبدأ في استخدام مصطلح «الحقوق الجنسية» في مناقشات حقوق الإنسان والتنمية العالمية في عام 2015.

## الصحة الإنجابية
تعالج الصحة الإنجابية العمليات والوظائف والنظم الإنجابية في جميع مراحل الحياة؛ وذلك في إطار تعريف منظمة الصحة العالمية للصحة على أنها حالة من الرفاهية الجسدية والعقلية والاجتماعية الكاملة، وليس مجرد غياب المرض أو العجز، أو الصحة الإنجابية، أو الصحة أو النظافة الجنسية. تعني الصحة الإنجابية أن الناس قادرون على التمتع بحياة جنسية مسؤولة ومرضية وآمنة؛ وأن لديهم القدرة على الإنجاب وحرية تقرير الوقت وعدد المرات. يعني أحد التفسيرات لهذا الأمر أنه يجب إعلام الرجال والنساء بوسائل منع الحمل الآمنة، والفعالة، والميسورة التكلفة، والمقبولة والحصول عليها؛ والحصول على خدمات الرعاية الصحية المناسبة للطب الجنسي والإنجابي؛ وأن تنفيذ برامج التثقيف الصحي للتأكيد على أهمية صحة الأم خلال فترة الحمل والولادة يمكن أن يوفر للأزواج أفضل فرصة لإنجاب طفل سليم. يواجه الأفراد من ناحية أخرى عدم المساواة في خدمات الصحة الإنجابية. تختلف أوجه عدم المساواة بناءً على الحالة الاجتماعية والاقتصادية، ومستوى التعليم، والعمر، والعرق، والدين، والموارد المتاحة في بيئتهم. من الممكن على سبيل المثال أن الأفراد ذوي الدخل المنخفض يفتقرون إلى الموارد اللازمة للخدمات الصحية المناسبة، والمعرفة لإدراك ما هو مناسب للحفاظ على الصحة الإنجابية.

## حقوق الإنجاب
الحقوق الإنجابية هي حقوق وحريات قانونية تتعلق بالإنجاب والصحة الإنجابية. تُعرِّف منظمة الصحة العالمية الحقوق الإنجابية على النحو التالي:
تستند الحقوق الإنجابية إلى الاعتراف بالحق الأساسي لجميع الأزواج والأفراد في أن يقرروا بحرية ومسؤولية عدد أطفالهم والمباعدة بين الولادات وتوقيتهم، وفي الحصول على المعلومات والوسائل لتحقيق ذلك، والحق في بلوغ أعلى مستوى من الصحة الجنسية والإنجابية. تشمل أيضًا حق الجميع في اتخاذ قرارات تتعلق بالإنجاب دون تمييز أو إكراه أو عنف.
يتأثر مجال الحقوق الجنسية والإنجابية بالمعايير الثقافية والاجتماعية السياقية والعوامل الاجتماعية الاقتصادية والقوانين والأنظمة القائمة. يمكن أن يؤثر المناخ الاجتماعي الهيكلي على كل من الحصول على الرعاية الصحية الجنسية والإنجابية وجودة تلك الرعاية وكل ما يتدخل بها.

## الأهداف
على الرغم من التغييرات المتكررة في الأطر، إلا أن الأهداف العامة للـ SRHR لم تتغير كثيراً. وكما هو الحال في المؤتمر الدولي للسكان والتنمية، تظل الرعاية الصحية الإنجابية العالمية هي الهدف النهائي، ومع كل إطار جديد، يتم وضع الأهداف للتقدم نحو ذلك. في برنامج عمل المؤتمر الدولي للسكان والتنمية الأصلي، كانت الدعوة الأولية هي حصول الجميع على الرعاية الصحية، بما في ذلك الرعاية الصحية الإنجابية وتنظيم الأسرة والصحة الجنسية. مع مرور الوقت، توسعت هذه لتشمل الحق في الحصول على التعليم فيما يتعلق بالصحة الجنسية والإنجابية، ووضع حد لختان الإناث ، وزيادة تمكين المرأة في المجالات الاجتماعية والسياسية والثقافية.
كما تم وضع أهداف وغايات خاصة لمعالجة الاحتياجات الصحية الجنسية والإنجابية للمراهقين. غالبًا ما يكون المراهقون هم الأكثر عرضة للمخاطر المرتبطة بالنشاط الجنسي، بما في ذلك فيروس نقص المناعة البشرية، وذلك بسبب القضايا الشخصية والاجتماعية مثل الشعور بالعزلة وزواج الأطفال والوصم. أدركت الحكومات أهمية الاستثمار في صحة المراهقين كوسيلة لتحقيق الرفاهية في المستقبل لمجتمعاتهم. ونتيجة لذلك، وضعت لجنة السكان والتنمية مجموعة من الحقوق الأساسية للمراهقين بما في ذلك الحق في التعليم الجنسي الشامل، والحق في تقرير جميع المسائل المتعلقة بحياتهم الجنسية، والحصول على خدمات الصحة الجنسية والإنجابية دون تمييز (بما في ذلك الإجهاض الآمن أينما كانت قانونية).